# Stare Kamienice
Stare Kamienice (Kamienice Stare, niem. Alt Kamienitz, Alt Kamienice, w latach II wojny światowej Alt Steinitz) – dzielnica Ostrowa Wielkopolskiego położona w jego południowej części. Liczy ok. 1 tysiąca mieszkańców. Także nazwa osiedla administracyjnego Ostrowa (Osiedle VI Stare Kamienice).

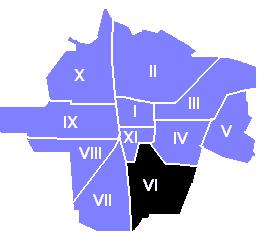
Osiedle administracyjne VI - Kamienice Stare

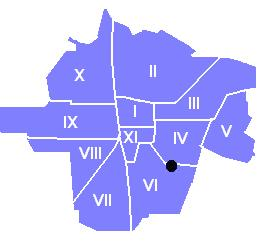
Lokalizacja d. założenia dworskiego Stare Kamienice

## Historia
Znane od 1394 r. Później wzmiankowane były także jako Kamienica, Kamieniec, Kamieniczka. W 1434 r. przyłączono wieś do nowo utworzonej parafii ostrowskiej. Od 1580 r. dzieje Kamienic bezpośrednio związane są z Ostrowem – nastąpiło wtedy połączenie dóbr przez wspólnego właściciela – rodzinę Kiełczewskich. Od lat 20. XIX wieku do 1834 r. istniały tu folwark oraz karczma, przeniesione później pod Wtórek (dzisiejsze Nowe Kamienice). W 1934 r. wieś przyłączono do Ostrowa.

## Osiedla
- VI Stare Kamienice

Współczesne Stare Kamienice cechuje luźna, jednorodzinna zabudowa przeplatana sadami oraz ogrodami. Uzupełnieniem jest szereg drobnych zakładów produkcyjnych, usługowych i handlowych. Zachowały się tu także pozostałości zespołu dworskiego Stare Kamienice usytuowanego w rozwidleniu dróg do Wysocka Wielkiego i Małego.
Administracyjne osiedle obejmuje też teren Fabryki Wagon, wschodnią część Borku Zębcowskiego oraz tzw. Nowy Zębców – kolonię dawnych domków pracowników Fabryki rozciągniętą wzdłuż drogi wrocławskiej. 
Na terenie Starych Kamienic, w sąsiedztwie Fabryki Wagon znajdują się dwa pomniki: popiersie hutnika przed Kuźnią Wagon oraz pomnik-ściana pamięci, ku czci powstańców wielkopolskich.
Północno-zachodnia część osiedla (m.in. tereny Fabryki Wagon) jest przewidziana jako miejsce lokalizacji przemysłu. Część północna (okolice ul. Klasztornej) będzie w pierwszej kolejności zajmowana przez zabudowę wielorodzinną (rozbudowa w kierunku południowym os. Jana Pawła II). Pozostałe tereny zarezerwowano dla zabudowy niskiej, jednorodzinnej.

## Zabytki
- pozostałości dawnego zespołu dworskiego, część na terenie os. im. Jana Pawła II

## Szlaki turystyczne
Przez Stare Kamienice przebiegają szlaki turystyczne:
- rowerowy: Ostrów - Zębców - Kamienice Stare - Wysocko Małe - Chynowa - Antonin - Odolanów - Garki
- rowerowy - Transwielkopolska Trasa Rowerowa, odcinek południowy: Poznań - Ostrów - Siemianice